# 京都祇園入り婿刑事事件簿
『京都祇園入り婿刑事事件簿』（きょうとぎおんいりむこけいじじけんぼ）は、1997年から2005年までの8年間、フジテレビ系「金曜エンタテイメント」で放送された刑事ドラマシリーズ。全12回。主演は三田村邦彦。

## 登場人物

### 三村家
三村邦夫
演 - 三田村邦彦（幼少期：平井優也〔第5作〕）
京都府警捜査一課の刑事。冴子の夫で、みむらの婿養子。旧姓は「高田」。東京生まれの東京育ち。大学から京都で暮らす。通称は「クニクニ」。
三村冴子
演 - 藤谷美紀
みむらの一人娘で、邦夫の妻。年齢は邦夫より15歳年下。邦夫の出張捜査に勝手についていったことも（第1作の丹後半島での捜査は、彼女は新婚旅行と位置づけていた）。
三村加代子
演 - 中村玉緒
京都の老舗お茶屋「みむら」の女将。元芸妓。冴子の母。邦夫の義母（姑）。一人娘の冴子を溺愛していたが、邦夫と結婚してしまったので悔しいので、何かにつけて邦夫に対して嫌味や小言を言う。娘・冴子が刑事である邦夫と結婚するのに猛反対だったのは、自分が過去に刑事である夫と結婚するも失敗したと言っているが、実は未亡人で刑事の夫は凶悪犯を追って殉職しているため。

### 京都府警捜査一課
久保田
演 - 中倉健太郎（第1作 - 第3作）
刑事。
桐野耕平
演 - 前田耕陽（第4作 - 第12作）
刑事。
山下涼子
演 - 美栞了（旧：古柴香織）（第1作・第3作 - 第12作）
刑事。
田所
演 - 神山繁
捜査一課長。階級は警部。

### その他
服部
演 - ベンガル
以前邦夫に逮捕された前科者（窃盗などの前科五犯）。邦夫を「命の恩人」と慕う。現在は足を洗い、得意分野の鍵開けを生かした鍵屋「服部商会」を営む（作品ごとに職業をかえている）。
鶴千代
演 - 栗田よう子
みむらの芸妓。本名は不明。徳島県出身（第4作）。
菊乃
演 - 亀谷優子（第3作）
みむらの芸妓。本名は不明。
豆奴
演 - 小坂綾（第4作 - 第11作）、豊住恵里奈（第12作）
みむらの芸妓。本名は不明。

### ゲスト
第1作「祇園の芸妓がつかんだ女社長の座…25年前に賀茂川に消えた子供と着れない花嫁衣裳の謎にムコ殿が鋭く迫る」（1997年）
- 橋本久美（克江の養女・玲子の実娘） - 若林しほ（幼少期：坂下里舞）
- 鈴木利一（早川織物 常務） - 左右田一平
- 宮村良枝（克江の古い友人） - 絵沢萠子
- 橋本克江（土産物喫茶の女将・加代子の知り合い） - 片岡静香
- 刑事 - 朝日完記
- 早川美也子（由起夫の妻） - 中村起子
- 早川百合絵（早川社長の先妻・25年前死亡） - ひろみどり
- 早川由起夫（玲子の息子） - 岩須透
- アナウンサー - 長谷川直子
- 玲子の実家の近所の人 - 和泉敬子
- 志水勝昭（誘拐犯・事故死） - 野々村仁
- 漁師 - 平井靖
- 早川あやめ（由起夫と美也子の娘） - 大谷真琴
- 早川玲子（早川織物 社長夫人・久美の実母） - 野川由美子
- ジョータナカ、高羽持樹

第2作「老舗和菓子屋の女将は祇園一の魔性の女と呼ばれていた!! 過去の悲劇を背負って生きる女達…連続殺人犯にムコ殿が挑む」（1997年）
- 浅野美佐江（遺体の第一発見者） - 中村ゆま
- 達川（刑事） - 渡辺哲
- 成瀬敏夫（和菓子屋の主人） - 田中隆三
- 藤岡辰也（不動産屋社長） - 石丸謙二郎
- 成瀬桐子（成瀬の妻・元芸者） - 中村あずさ
- 成瀬佐知子（成瀬敏夫の父・桐子の姑） - 柳川慶子
- 北山（石井の友人） - 浜田隆広
- 荒井乃梨子、安藤あき子、月森響子、持田雅代、松嶋尚美、中島知子、松尾勝人、楠本光子、柴田善行、安尾正人、加藤三彦、平井靖、池田勝志、都京助、金子珠美、前田萠絵、豊住恵理奈

第3作「ウチの婿どのに女難の相・昔の女が連れてきた間違い殺人!! 一人の人生を変えた衝撃の証言とは…」（1998年）
- 東龍寺猛（殺人犯） - 阿藤海
- 朝比奈和也（真知子の夫） - 西田健
- 沢渡（京都府警捜査一課 刑事） - 菊池健一郎
- 祇園の母（占い師） - 石井トミコ
- 由乃（朝比奈和也の愛人） - 青木真麻
- 老舗料亭「朝比奈」仲居 - 真野静
- 安西（「ホテルシーモア」社長） - 田中弘史
- 坂東（警備員） - 山本弘
- 北山孝三（代議士） - 岡村嘉隆
- 匂い袋店店主 - 松尾勝人
- 木下清次（番頭） - 中村正
- スクープカメラマン - 東田達夫
- 東龍寺雅美（東龍寺猛の娘） - 横川みのり
- アナウンサー - 小坂綾
- 朝比奈真知子（老舗料亭「朝比奈」女将・邦夫の知り合い） - 黒田福美
- 池田勝志

第4作「創作京人形界をゆるがすスキャンダルの謎！新星のごとく登場した美人人形師…死体に付着した白い粉が告げる秘密とは」（1999年）
- 大友恵美子（人形師・精一と春枝の娘） - 濱田万葉
- 大友精一（人形店「竹麻呂」主人） - 頭師孝雄
- 松川春獄（恵美子の師匠・田所の知り合い） - 平泉成
- 山中ヤスオ（人形問屋営業員） - 坂本あきら
- 黒川良幸（恵美子の兄弟子） - 草川祐馬
- 野村トシエ（春枝の同級生） - 大島蓉子
- 立花（黒川の弟弟子） - 白川達士
- 人形店「竹麻呂」店員 - 高橋美香
- 松川カナエ（松川の妻） - 川崎あかね
- 呉服屋「にしむら」主人 - 松尾勝人
- 辰村金融職員 - 金子珠美
- 大友春枝（人形店「竹麻呂」女将） - 酒井和歌子
- 明石恵子、大久保多賀代

第5作「名門華道界を揺れ動かす愛欲のスキャンダル!! 母と息子の衝撃の過去の秘密」（1999年）
- 坂東龍夫（龍一郎と先妻の息子） - 梨本謙次郎
- 坂東和泉（養女） - 初瀬かおる
- 佐伯純也（陶芸家） - ひかる一平
- 高村美也子（ホステス） - 秦由香里
- 和彦（次期事務局長） - 望月栄希
- 浅井桜子（佐伯の弟子） - 高岡由香
- 坂東龍一郎（坂東流 家元） - 西山辰夫
- 加納（事務局長） - 加治春雄
- 家政婦 - 鷹家昌子
- 坂東流北陸支部の人 - 雪代敬子
- クラブのママ - 田辺ひとみ
- フロント係 - 池田勝志
- 刑事 - 浜田雄史
- タクシー運転手 - 平井靖
- 検死官 - 稲健二
- スポンサー - 浮世亭いちぢ
- 坂東玲子（龍一郎の後妻・邦夫の実母） - 岸田今日子

第6作「美人芸妓の許されぬ恋に隠された殺人劇!! 愛欲の怨みが悲劇を招く」（2000年）
- 岡倉輝紀（京都工業大学 元教授） - 中山仁
- 工藤初音（岡倉の元妻） - 入江若葉
- 北川奈保子（北川の妻） - 愛川裕子
- 伊集院孝（和服デザイナー） - 冨家規政
- 北川友幸（呉服屋「八坂」経営者） - 沖田さとし
- 坪田（呉服屋番頭） - 多賀勝一
- 医師 - 松尾勝人
- 茶屋の女将 - 宮本毬子
- 主婦 - 杉山陽子
- 福島（奈保子の大学時代の友人） - 田辺ひとみ
- 春駒（芸妓・岡倉と初音の娘・北川の愛人・本名「岡倉江利子」） - 浅香唯

第7作「娘冴子が突然の誘拐…命がけで身代金を運ぶ母に迫る過去の強盗殺人犯」（2000年）
- 藤原志乃（茶屋店主・冴子の友人） - 中山忍
- 村上耕介（25年前の強盗殺人事件の主犯格） - 遠藤征慈
- 大島明（誘拐犯） - 小沢和義
- 藤原久子（志乃の義母・萩の浜療養所 入居者） - 鰐淵晴子
- 早瀬美由紀（ホステス） - 松原ひろの
- 強盗の被害者 - 柚原旬
- 主婦 - 小林るり江
- 隣人 - 鈴木千賀子
- 客引き - 池田勝志
- 警官 - 東田達夫
- ホステス - 西村麻里、山本容子
- 変装捜査員 - 大石昭弘
- 伊坂誠一郎（不動産屋・志乃の知り合い） - 山城新伍
- 長瀬有紀子、山口ゆか、山田裕子、池田めぐみ、甲田爽夏、平井靖、豊川庸一、山崎貴司、中井伸弥、中川喜裕、宮本浩光、水貴俊

第8作「捨て子の赤ちゃん騒動と看護婦連続殺人の巧妙な罠…大混乱の老舗茶屋に延びる医療ミスへの怨みの魔の手」（2001年）
- 高嶋啓一郎（弁護士） - 本田博太郎
- 白井勝幸（宗像病院を恨んでいる男） - 螢雪次朗
- 宗像光輝（宗像病院 院長） - 勝部演之
- 宗像秀一（宗像病院 副院長・光輝の息子） - 鷲生功
- 佐藤光子（宗像病院 婦長） - ひろみどり
- 田村恵利（宗像病院 看護師） - 西原久恵
- 高山美和（宗像病院 看護師） - 久野麻子
- 滝川美鈴（元芸妓） - 有森也実
- 藤原徹（医師） - 湯口和明
- 坂本美幸（美鈴の幼馴染） - 杉本美穂
- 徹の母 - 松村康世
- 「みむら」の常連客 - 平井靖
- 美鈴のマンションの管理人 - 三原あや
- 高山美和のマンションの管理人 - 松尾勝人
- 岡本楓美、余吾輝世基、梅千一、中村公彦

第9作「夫の邦夫に結婚詐欺と殺人容疑が!? みむら家最大のピンチの裏側に潜む能楽師の我が子を想う哀れな情念…」（2002年）
- 御厨薫（能楽師・真一の元婚約者） - 菊池麻衣子
- 藤田（御厨の弟子） - 木下ほうか
- 小池亜矢（ホステス・真一の元愛人） - 大竹一重
- 森口（警視庁警務局特別監察官） - 武井三二
- 平岡（警視庁警務局特別監察官） - 池田勝志
- タクシー会社社員 - 松尾勝人
- 梅渓真一（美弥子の息子・1か月前死亡） - 田村勤
- 花屋店員 - 飯島順子
- 梅渓美弥子（料理屋「梅渓」女将） - 吉沢京子
- 御厨信行（能楽師の宗家で家元・薫の父） - 清水綋治
- 大石昭弘、山崎貴司、仲野毅、大田沙也加、嶋田良太郎、菊地聡、内田久美子、伊牟田麻耶、山元隆弘、湯浅良秋、荒井知啓、森本詳次、高羽博樹

第10作「商品開発の利権を巡る連続殺人 消えた研究者は結婚詐欺師？姑が1億円騙されて三村家差し押さえの危機!!」（2003年）
- 菊丸（田舎芸者・本名「岩井詩織」） - 中島ひろ子
- 村上良平 - 上杉祥三
- 筒井美佐代（エステ社長） - 大島蓉子
- 岩井房江（詩織の母） - 服部妙子
- 川島志津子（研究員） - 松岡由美
- 権藤達矢（ドラッグストア社長） - 鈴木ヒロミツ
- 中尊寺猛（薬品研究所所長・加代子の幼馴染） - 寺田農
- 岩井（元共同研究者） - 西園寺章雄
- 高原信夫（研究員） - 中川浩三
- 房江の近所の人 - 宮本毬子
- 中島（筒井の部下） - 田原正治
- 中尊寺の助手 - 亜路奈
- 黒川光夫（黒川金融社長） - 池田勝志
- 岩井の知人 - 松尾勝人
- メモを預った少女 - 金城優花
- 吉川淳史、中島崇博

第11作「〜絢爛豪華な着物が招く連続殺人。花柳界に衝撃！消えた他殺体の謎・わが子よ、着物に秘めた美人デザイナーの悲しい過去」（2004年）
- 名村真由美（ファミレスのアルバイト） - 小橋めぐみ
- 長谷部孝（長谷部商事 社長） - 立川三貴
- 丸山典子 - 広岡由里子
- 小林信也（小林呉服店 社長） - 水上保広
- 山田和則（1か月前死亡） - 下元年世
- ケイコ（ホテルの従業員） - 川崎あかね
- 正子（小林呉服店 店員） - 芦原あかね
- 女将 - 鈴川法子
- 警官 - 東田達夫、大石昭弘、大迫英喜
- 名村理恵（真由美の母） - 沢田亜矢子
- 氷川玲子（着物デザイナー） - 多岐川裕美
- 松尾勝人、金子珠美、新村あゆみ、仲野毅

第12作「加代子がバスジャックの人質 わが子よ！妻を亡くした男の凶行の陰に潜む非道な誘拐！四国阿波路騙された母の悲しき遍路」（2005年）
- 岡本理恵（岡本染織工房 社長） - 長谷川真弓
- 志乃（みむらの芸妓） - 斉藤こず恵
- 飯嶋和子（飯嶋の妻・1か月前死亡） - 松岡由美
- 佐伯昌夫（エムエスバンク 社長） - 谷口高史
- バスの乗客 - 高橋珠美子、久野麻子、松本麻希
- 飯島光江（飯島の母） - 松村康世
- 飯島の義母 - 宮田圭子
- 飯嶋亜矢（飯嶋と和子の娘） - 笹岡亜津紗
- 岡本美香（理恵の娘） - 村崎真彩
- 雑貨屋店主 - 月野嘉子
- 片山の娘 - 戸田さやみ
- 石川修吾（北野警察署 刑事） - 斎藤歩
- 片山剛（北野警察署 刑事） - 鶴田忍
- 飯嶋哲也（バスジャックをする男） - 勝野洋

## スタッフ
- 企画 - 清水賢治（第2作 - 第7作）、瀧山麻土香（第2作 - 第6作）、金井卓也（第7作 - 第10作）、長部聡介（第8作・第9作）、荒井昭博（第10作・第11作）、保原賢一郎（第11作）
- 脚本 - 石原武龍（第1作・第2作・第4作 - 第12作）、橋塚慎一（第3作・第6作・第7作・第10作）
- 音楽 - 渡辺博也
- 監督 - 杉村六郎（第1作 - 第10作）、長尾啓司（第11作・第12作）
- プロデューサー - 高橋信仁（第1作 - 第4作）、佐々木淳一（松竹）
- 制作協力 - 松竹京都映画
- 制作 - フジテレビ、松竹

## 放送日程
- 第2作は21時から23時22分の28分拡大SP。

| 話数 | 放送日         | サブタイトル | 脚本              | 監督     | 視聴率 |
| ---- | -------------- | --- | ----------------- | -------- | ------ |
| 1    | 1997年05月09日 | 祇園の芸妓がつかんだ女社長の座… 25年前に賀茂川に消えた子供と着れない花嫁衣裳の謎にムコ殿が鋭く迫る               | 石原武龍          | 杉村六郎 | 22.2%  |
| 2    | 10月03日       | 老舗和菓子屋の女将は祇園一の魔性の女と呼ばれていた!! 過去の悲劇を背負って生きる女達…連続殺人犯にムコ殿が挑む     | 石原武龍          | 杉村六郎 | 17.0%  |
| 3    | 1998年04月17日 | ウチの婿どのに女難の相・昔の女が連れてきた間違い殺人!! 一人の人生を変えた衝撃の証言とは…                         | 橋塚慎一          | 杉村六郎 | 17.9%  |
| 4    | 1999年01月29日 | 創作京人形界をゆるがすスキャンダルの謎！ 新星のごとく登場した美人人形師…死体に付着した白い粉が告げる秘密とは     | 石原武龍          | 杉村六郎 | 17.6%  |
| 5    | 7月23日        | 名門華道界を揺れ動かす愛欲のスキャンダル!! 母と息子の衝撃の過去の秘密                                            | 石原武龍          | 杉村六郎 | 15.6%  |
| 6    | 2000年01月21日 | 美人芸妓の許されぬ恋に隠された殺人劇!! 愛欲の怨みが悲劇を招く                                                    | 石原武龍 橋塚慎一 | 杉村六郎 | 17.6%  |
| 7    | 12月01日       | 娘冴子が突然の誘拐…命がけで身代金を運ぶ母に迫る過去の強盗殺人犯                                                  | 石原武龍 橋塚慎一 | 杉村六郎 | 18.0%  |
| 8    | 2001年06月08日 | 捨て子の赤ちゃん騒動と看護婦連続殺人の巧妙な罠… 大混乱の老舗茶屋に延びる医療ミスへの怨みの魔の手                 | 石原武龍          | 杉村六郎 | 17.8%  |
| 9    | 2002年05月03日 | 夫の邦夫に結婚詐欺と殺人容疑が!? みむら家最大のピンチの裏側に潜む能楽師の我が子を想う哀れな情念…                 | 石原武龍          | 杉村六郎 | 14.9%  |
| 10   | 2003年05月09日 | 商品開発の利権を巡る連続殺人 消えた研究者は結婚詐欺師？ 姑が1億円騙されて三村家差し押さえの危機!!                | 石原武龍 橋塚慎一 | 杉村六郎 | 16.7%  |
| 11   | 2004年04月16日 | 〜絢爛豪華な着物が招く連続殺人。花柳界に衝撃！消えた他殺体の謎 わが子よ、着物に秘めた美人デザイナーの悲しい過去  | 石原武龍          | 長尾啓司 | 14.5%  |
| 12   | 2005年07月29日 | 加代子がバスジャックの人質 わが子よ！ 妻を亡くした男の凶行の陰に潜む非道な誘拐！四国阿波路騙された母の悲しき遍路 | 石原武龍          | 長尾啓司 | 13.1%  |

- 視聴率はビデオリサーチ調べ、関東地区・世帯

## 設定・その他
- 加代子は夫に対しての経緯もあってか、邦夫に対しても、早く刑事を辞めて「みむら」の跡取りになるように希望している。
- 毎回メインゲストとして美人女優が事件に絡む京女を演じるが、第12作のみメインは勝野洋であった。